# Carrier Aggregation
Carrier Aggregation (englisch; Abkürzung: CA) ist eine im Mobilfunk verwendete Technik, um die Datenrate pro Nutzer zu erhöhen. Dabei werden einem Nutzer mehrere einzelne Frequenzblöcke (Carrier) zugewiesen. Die maximale Datenrate pro Nutzer erhöht sich dabei um die Anzahl der Frequenzblöcke. Auch die Gesamtdatenrate pro Zelle wird durch eine verbesserte Ressourcenausnutzung erhöht. Außerdem kann „Load Balancing“ durchgeführt werden, somit erhöht sich die Datenrate für jeden einzelnen bei einer ausgelasteten Funkzelle.

## Verwendung

### UMTS/HSPA+
Die Kanalbandbreite bei UMTS/HSPA+ beträgt etwa 3,8 MHz mit einem Kanalabstand von 5 MHz. Durch Carrier Aggregation, die Teil der UMTS-Erweiterung HSPA+ ist, werden einem Nutzer zwei Download-Kanäle zugewiesen. Carrier Aggregation wird bei UMTS/HSPA+ auch als Dual Cell bezeichnet. 3GPP hat Carrier Aggregation für HSPA+ für den Uplink mit bis zu zwei und für den Downlink mit bis zu vier (Four carrier HSDPA) einzelnen Kanälen standardisiert.

### LTE-Advanced
LTE unterstützt seit seiner Einführung verschiedene Kanalbandbreiten von 1,4 MHz, 3 MHz, 5 MHz, 10 MHz, 15 MHz und 20 MHz. Mit LTE-Advanced (Ab Release 10) können einem Nutzer zwei beliebige Kanäle zugeordnet werden. Der Unterschied zwischen Carrier Aggregation von z. B. zwei 10-MHz-Kanälen und einem originären 20-MHz-Kanal ist, dass bei Carrier Aggregation die Kontrollinformationen in jedem Kanal vollständig vorhanden sind.
In den Jahren um 2015 wurde in der EU das sogenannte L-Band versteigert, dieses besitzt, da es ein ehemaliges Radioband ist, keine Uploadfrequenz und kann deshalb nur mit Carrier Aggregation für LTE-Dienste verwendet werden. Die ersten Tests mit diesem Band wurden in Sanremo, Italien vom Mobilfunkbetreiber Tim mit einer Kathrein-Antenne und einer Ericsson-Basisstation durchgeführt.
LTE Advanced mit CA ermöglicht Gigabit LTE. Dies wird auch durch höhere Modulationen (256QAM) und 4x4 MIMO unterstützt. In den gängigen LTE Releases (Stand Mitte 2018) können 5 Bänder (5CA) verknüpft werden, was in maximal 100 MHz Nutzbandbreite resultiert. Damit sind per MIMO und 256QAM theoretisch bis zu 2 Gigabit/s möglich. Da in Deutschland aber noch kein Netzbetreiber 100 MHz für LTE bereithält (Telekom könnte theoretisch 90 MHz mit 5CA bei Band 3+3+7+32+20 bereitstellen) und man nicht bei allen Frequenzen auf 4x4 Mimo setzt, liegt die realistisch erreichbare Bandbreite bei ca. 1,2 Gigabit/s.

## Typen von carrier aggregation

Verschiedene Typen von Carrier Aggregation.

Die Einzelkanäle (engl. Component Carrier) können in unterschiedlichen Frequenzbändern liegen (inter-band) oder im selben Frequenzband nebeneinander (intra-band contiguous) oder im selben Frequenzband mit Frequenzlücke (intra-band non-contiguous).:p. 113
Außerdem gibt es CA innerhalb einer (Mobilfunk)Zelle (Intra-Site) oder von benachbarten Zellen. (Inter-Site) Hierbei gibt es sehr hohe Anforderungen an die zeitliche Abstimmung zwischen den Zellen, damit die verschiedenen Carrier nicht miteinander interferieren.

## LTE Advanced bei deutschen Anbietern
Die Deutsche Telekom baut sehr viel Band 3+3 LTE (20+10 MHz) im 2CA aus. Diese Standorte sind oft schon für 4x4 MIMO vorbereitet und bieten bei Freischaltung von 256QAM bis zu 600 Mbit/s Durchsatz. Die Telekom baut in Städten über 100.000 Einwohner meist LTE mit Band 3+3+7 (3CA), seltener (Band 3+7+20). An einigen Stellen ist LTE Band 3+3+20 möglich, aufgrund der unterschiedlichen Techniklieferanten, ist dies nicht immer möglich. An noch nicht auf „Single RAN“ umgerüsteten Standorten, findet sich in großen Städten oft Band 3+7 (2CA) mit bis zu 300 Mbit/s. Im Telekom-Netz wurde erstmals im Herbst 2021 ein 5CA (20+3+3+1+8) getestet mit einer Geschwindigkeit von über 400 Mbit/s.
Vodafone verwendet, wenn CA vorhanden ist, oft Band 20+7 im 2CA. In einigen Regionen wird auch Band 3 eingesetzt. Dies ergibt dann auch 50 MHz (Band 3+7+20) Bandbreite bei 256QAM bis zu 500 Mbit/s (dieser Ausbau ist aber noch nicht sehr weit verbreitet), zusätzlich errichtet Vodafone in letzter Zeit LTE auf Band 1. Vodafone beginnt mit Hilfe von 3CA und 4CA Verbindungen in Kombination mit 4x4 MIMO das Netz für Gigabit-Geschwindigkeiten vorzubereiten.
Telefonica (o2) hat je nach Region in Deutschland einen verschiedenen Ausbaustand. Fertig ausgebaute Regionen bieten oft 2CA (Band 3 + 20 oder B7+B20 oder seltener B3+B7) oder 3CA (B3+B7+B20). Seit September 2018 beginnt Telefonica auch mit dem Ausbau von LTE Band 1. Dieses wird in 2CA (B1+B3) oder 3CA (B1+B3+B20) gebaut. Es soll zukünftig auch 4CA möglich sein (B1+B3+B7+B20). Telefonica hat außerdem 256QAM Modulation in seinem Netz im September aktiviert. Die Maximalgeschwindigkeit kann somit im Idealfall bis zu 600 Mbit/s betragen, Telefonica wirbt momentan nur mit 225 Mbit/s.